# مزرعة المصيلح
مزرعة المصيلح هي إحدى القرى اللبنانية من قرى قضاء صيدا في محافظة الجنوب.